# Rhynchospora curvula
Rhynchospora curvula är en halvgräsart som beskrevs av August Heinrich Rudolf Grisebach. Rhynchospora curvula ingår i släktet småag, och familjen halvgräs. Inga underarter finns listade i Catalogue of Life.